# Isaac Merritt Singer
Isaac Merritt Singer, född 27 oktober 1811 i Pittstown i delstaten New York, död 23 juli 1875 i Paignton i Storbritannien, var en amerikansk uppfinnare av symaskiner för hushålls- och industribruk. Han grundade företaget Singer Sewing Machine Company.
Han startade den första Singerfabriken 1851 och bara efter något år var han världens störste tillverkare av symaskiner, och i slutet av 1860-talet fanns det mer än 100 000 Singer symaskiner i bruk i USA. För att kunna uppnå en omfattande försäljning, blev Singer den förste som erbjöd fördelaktiga villkor för avbetalningsköp.